# La Princesse de Babylone
La Princesse de Babylone é um conto filosófico , escrito por Voltaire em 1768. Trata-se da saga da princesa Formosante, da Babilônia em busca de seu amante Amazan, um pastor. 

## Resumo
Belo, rei de Babilônia, julgava-se o primeiro homem do mundo.  Ele acreditava que seus predecessores haviam construído Babilônia mais de trinta mil anos antes, mas ele é quem  havia embelezado. Sabe-se que o seu palácio e o seu parque, situados a algumas parasangas de Babilônia, se estendiam entre o Eufrates e o Tigre, que banhavam aquelas terras encantadas. Mas o que havia de mais admirável em Babilônia , era a filha única do rei chamada Formosante.  De modo que Belo era mais orgulhoso da sua filha que do seu reino. Tinha está dezoito anos e era preciso um esposo digno para  ela, mas onde encontrá-lo?
O rei Belo, da Babilônia, resolve promover um torneio para arranjar um esposo digno de sua belíssima filha . Dele participaram o faraó do Egito, o cã dos citas e o xá das índias. Amazan, mesmo sem declarar-se participante do difícil torneio promovido, subjuga todos os concorrentes, mostrando-se o mais digno esposo possível para Formosante. Entretanto, da mesma forma que este galante herói aparecia, ele desaparecia sem deixar rastros. Ela então parte em busca de um marido digno por sugestão do Oráculo junto com a Fenix que lhe fora presenteada por Amazan. Formosante foi  em busca do reino de dele enfrentando muitas dificuldades , como o despeitado faraó do Egito. A princesa precisou fingir-se interessada nele para conseguir fugir. Um melro, espião de Amazan, vê a cena e acredita que Formosante tenha traído seu amo. Quando está chega ao reino do amado, descobre que ele  fugira desesperado de tristeza e ciúme por conta da cena que tinha visto. 

    Entretanto, Formosante finalmente o encontrou- o , adormecido nos braços de uma mulher por quem este  sucumbiu aos encantos. Furiosa , ela é quem dessa vez foge jurando não querer mais saber dele e  sai pelo mundo. E desta vez é Amazan que corre atrás dela, até a Ibéria, onde descobre que ela foi pega por um grupo de inquisidores que viam na princesa e sua fênix uma bruxa que houvera feito pacto com o diabo, disfarçado de grande pássaro falante. Ele a resgata fazendo as pazes, e tudo isso a tempo de voltar e salvar o reino da Babilônia dos exércitos furiosos dos três reis que queriam a mão da princesa  no início da história.